# Valluga
Die Valluga (auch Valfaggar, vom rätoromanischen Val vaccaria, deutsch Kuhtal, abgeleitet) ist ein 2809 m ü. A. hoher Berg in den westlichen Lechtaler Alpen und der höchste Gipfel im Arlberggebiet und im Hochtannberggebiet auf der Grenze zwischen den österreichischen Bundesländern Tirol und Vorarlberg. Zuerst bestiegen wurde die Valluga am 6. September 1877 von dem Bregenzer Alpinisten und Vorsitzenden der Sektion Vorarlberg des Deutschen und Österreichischen Alpenvereins, Andreas Madlener, im Alleingang.

## Lage und Umgebung
Der Berg liegt dreieinhalb Kilometer Luftlinie nördlich des Wintersportortes St. Christoph am Arlberg. Benachbarte Gipfel sind im Westen die Pazielfernerspitzen (2712 m), die Pazielspitze (2770 m) und im Norden, getrennt durch das Südliche Pazieljoch (2495 m) die Roggspitze mit 2747 Metern Höhe. Im Südosten liegt der 2660 Meter hohe Jahnturm. Westlich der Valluga befindet sich der Pazielferner, ein kleiner Gletscher unterhalb der Trittscharte, dessen Ausdehnung in den letzten Jahrzehnten durch die zunehmende Erderwärmung stark zurückgegangen ist. Ein noch kleineres Eisfeld (Rest des früheren Vallugaferners) existiert kurz oberhalb der Vallugagrat-Station der Vallugabahn.
Die Europäische Wasserscheide zwischen Donau und Rhein verläuft über den Grat südlich des Gipfels.

## Stützpunkte und Touren
Madleners Weg im September 1877 führte von St. Christoph am Arlberg aus zunächst auf die Schindlerspitze, dann über den Schindlerferner und anschließend über die Südseite zum Gipfel der Valluga. Der Abstieg führte in südwestlicher Richtung über den oberen Pazieler Ferner zum Gipfel des Trittkopfs und weiter hinab zum Flexenpass.
Als heutige Stützpunkte für eine Besteigung der Valluga und für Skitouren dienen die in der Südflanke des Berges liegende Ulmer Hütte auf 2279 Metern Höhe und die nördlich gelegene Stuttgarter Hütte (2305 m). Von der Ulmer Hütte aus führt der Normalweg, der leichteste Anstieg, in nordöstlicher Richtung hinauf zum Valfagehrjoch (2539 m) und von dort nördlich, dann westlich zur Seilbahnstation Vallugagrat (2646 m). Über den Südgrat ist der Vallugagipfel in zwei Stunden zu erreichen. Auch über Bergbahnen von St. Anton am Arlberg und Galzig aus ist der Berg erschlossen.

## Wintersport
Um die Valluga dehnt sich das große Skigebiet Ski Arlberg aus. 88 Lifte und Seilbahnen erschließen 350 Kilometer Pisten für den Abfahrtslauf. Die Valluga ist skitechnisch von zwei Pendelbahnen (zwei Sektionen) erschlossen. Von der Bergstation Vallugabahn I wird eine Piste bedient, die zu einem kurzen Verbindungslift abzweigt. An dessen Bergstation kann man entweder nach St. Anton oder weiter nach Stuben bzw. bis nach Warth.
Die Vallugabahn II führt zum Gipfel, wo sich eine Aussichtsplattform befindet. Grundsätzlich ist dieser Bereich nicht tauglich zum Skifahren, trotzdem Ausgangspunkt vieler Tourengeher.

## Infrastruktur

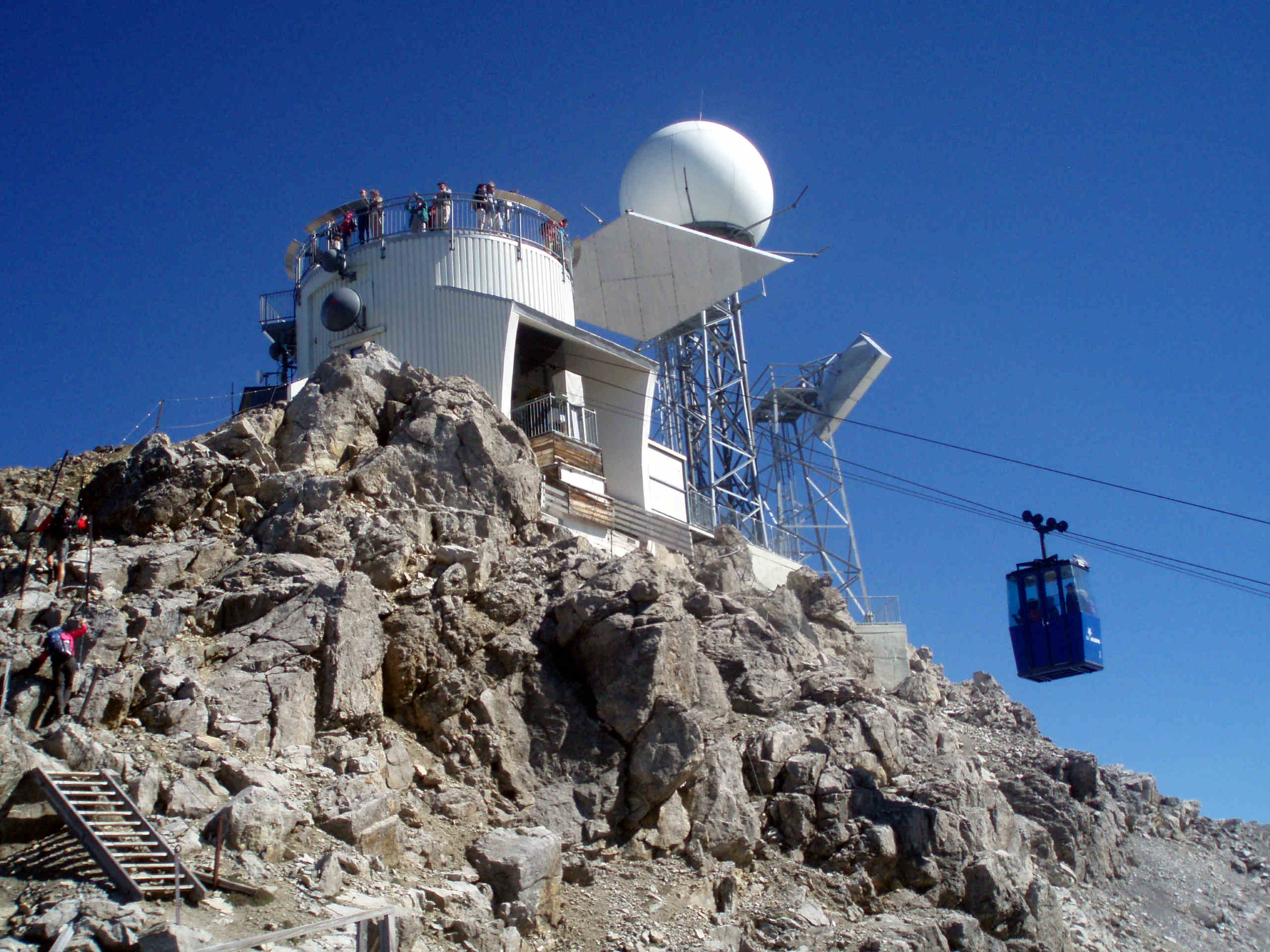
Am Vallugagipfel (2012)

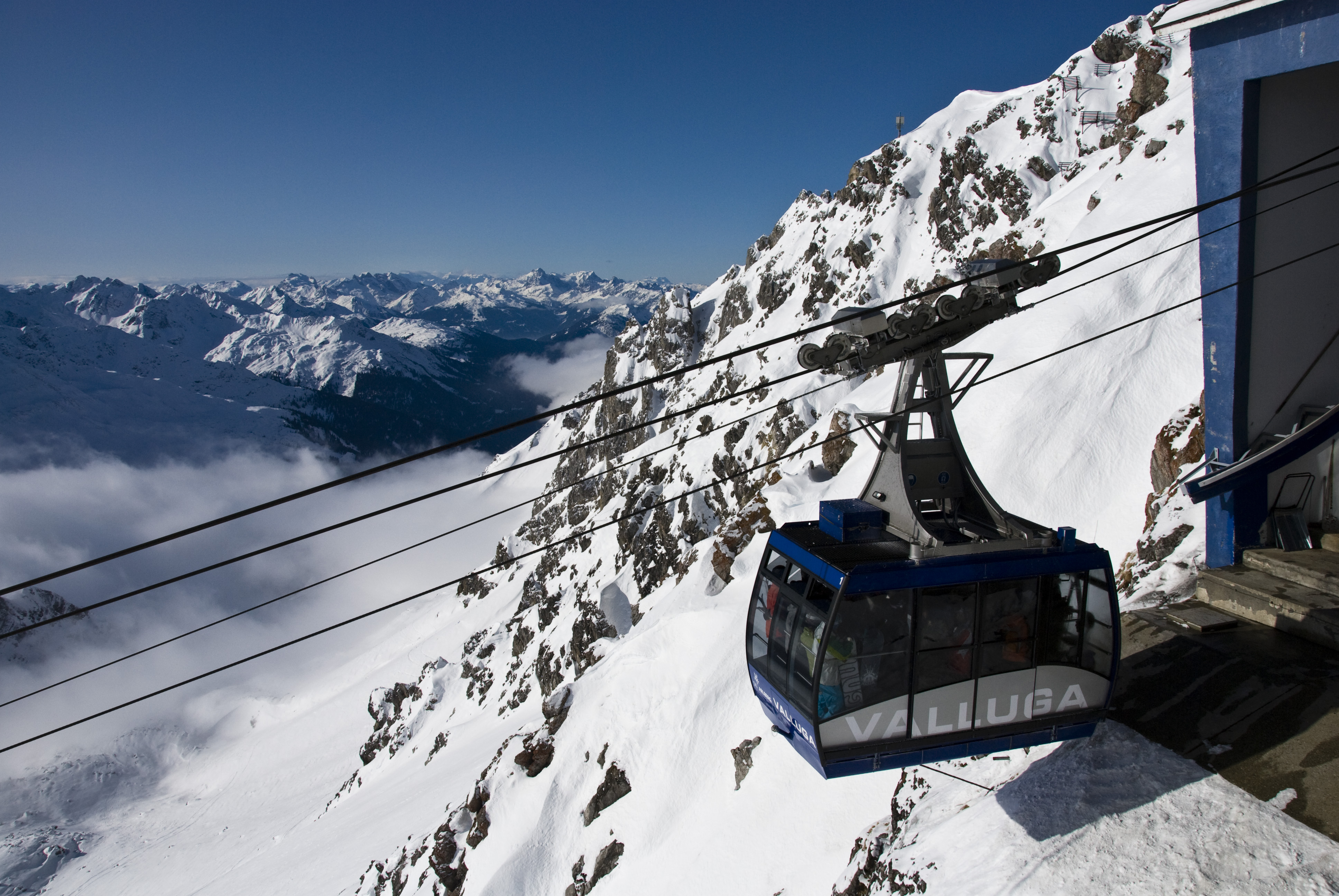
Die Vallugabahn I an der Bergstation

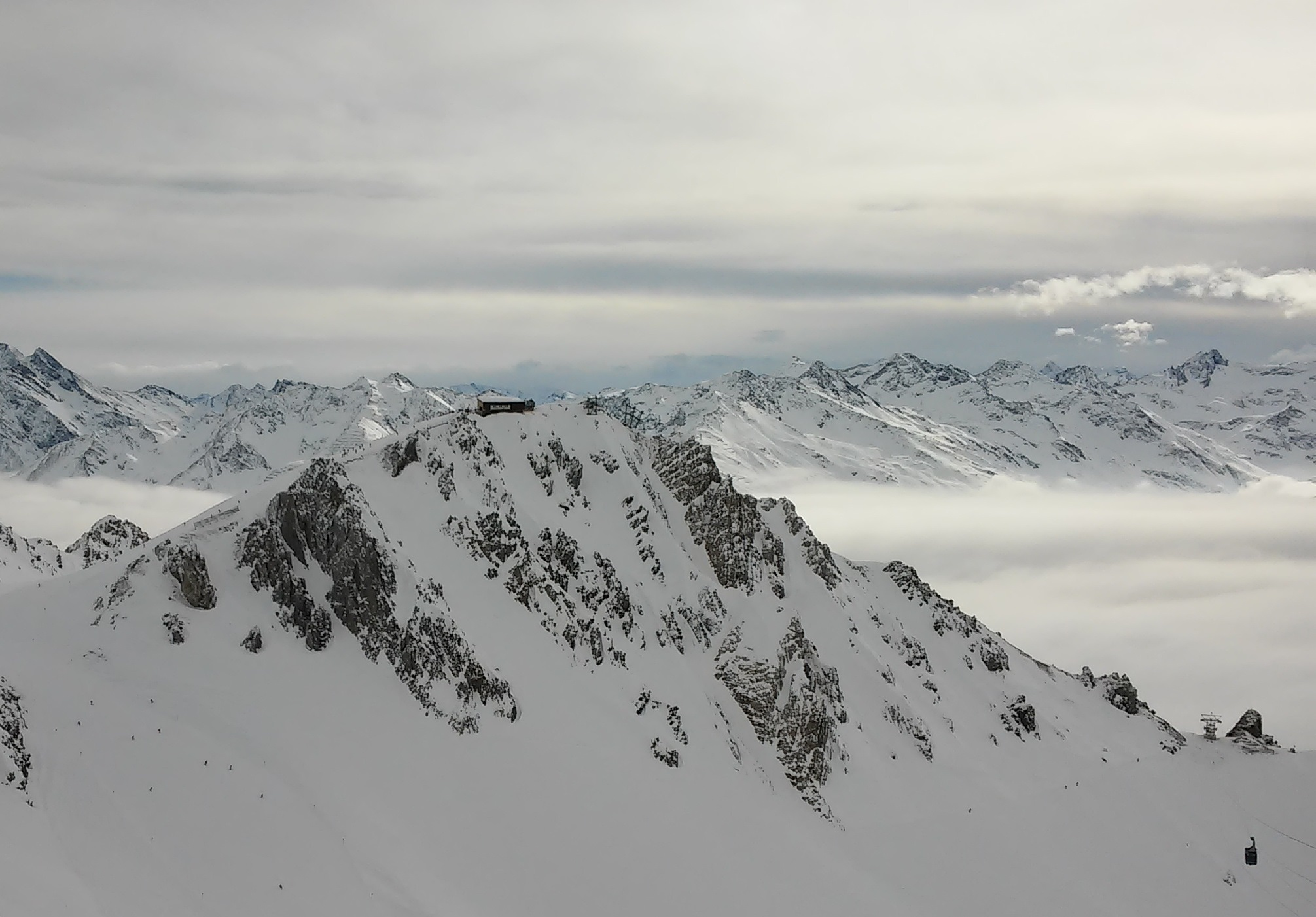
Blick von der Aussichtsplattform auf 2647 m auf die Schindlergratbahn und die Schindlerrinnen, unten rechts die Vallugabahn I

In zwei Sektionen führt die Vallugabahn auf den Gipfel der Valluga.
Auf dem Gipfel der Valluga befindet sich eine Anlage zur Richtfunkumlenkung der Richtfunkstrecke Patscherkofel-Ulmer Hütte und die Reste eines C-Band-Wetterradar von Austro Control, dessen Daten über die Landeswarnzentrale Vorarlberg abrufbar waren.
Das im Oktober 2007 auf der Valluga in Betrieb genommene Wetterradar der ZAMG erlaubte eine flächendeckende Beobachtung Vorarlbergs, die bis dahin durch die Erfassung mit deutschen und schweizerischen Regenradaren sowie mit einer Anlage auf dem Patscherkofel nur lückenhaft geschah. Aufgrund seiner sehr exponierten Aufstellung hatte es eine Reichweite von 220 km, wurde deshalb aber auch schon mehrmals von Blitzen getroffen und lahmgelegt. Bis die Ersatzteile aus den USA eingetroffen waren, vergingen jeweils mehrere Tage bis Wochen. Ein erneuter Blitzeinschlag im Jahre 2017 zerstörte die 4,8 Millionen Euro teure Anlage völlig. Sie ist seither außer Betrieb. Mehrere Jahre mit Bemühungen der Vorarlberger Landesregierung, das Wetterradar wieder neu zu errichten, vergingen. Im Februar 2024 wurde in einer Pressekonferenz den Bundesministern Magnus Brunner und Martin Polaschek, mit den Landeshauptleuten von Vorarlberg und Tirol Markus Wallner und Anton Mattle festgehalten, ein neues Wetterradar bis 2026 errichten zu wollen. Budgetiert wurden für dieses Vorhaben 3,8 Millionen Euro.
Die Valluga trägt, nach denen auf dem Hinteren Brunnenkogel, dem Sonnblick und dem Pitztaler Gletscher, die vierthöchst gelegene Berg-Wetterstation der ZAMG, mit der weitere Werte (Temperatur, Windgeschwindigkeit, Luftfeuchte etc.) permanent erfasst und der Öffentlichkeit über das Internet zur Verfügung gestellt werden. Für Vorarlberg, dessen Wetter oft von Westwetterlagen bestimmt wird, sind die meteorologischen Einrichtungen auf der Valluga deshalb für Vorhersagen sehr wichtig.
Außerdem befindet sich auf der Valluga Infrastruktur für den Amateurfunk: eine 2-Meter-Relaisstation (Eingabe 145,6875 MHz, Ausgabe 145,0875 MHz) und ein Digipeater für Packet Radio. Diese beiden haben das gemeinsame Amateurfunkrufzeichen OE7XVR. Zwischen 2004 und 2010 befand sich dort auch eine Relaisstation für Amateurfunk-Fernsehen (Rufzeichen OE7XSI) mit Interlinks zu anderen Relaisstationen in Österreich, der Schweiz und Deutschland.